# دانیل وینیتس
دانیل وینیتسکوفسکی د آزودو، (ریودوژانیرو، برزیل، ۵ دسامبر ۱۹۷۳)، معروف به دانیل وینیتس، بازیگر، رقصنده و خواننده برزیلی است. او به‌عنوان یک بازیکن ثابت در چندین سریال تلویزیونی برزیلی ظاهر شده‌است. دانیل وینیتس نیز دو بار برای پلی بوی برزیلی ژست گرفته‌است.
دانیل دوره‌های باله، هنر و بازیگری را گذراند و بازیگر تئاتر، سینما و تلویزیون شد. در تئاتر، او همیشه موزیکال را ترجیح می‌دهد، جایی که او به عنوان یک رقصنده و خواننده سرآمد بوده‌است. او کار تلویزیونی خود را در سال ۱۹۹۳ در مینی سریال برزیلی، درخواست جنسی آغاز کرد. اولین حضور او در تئاتر سال بعد در موزیکال Band-Aid انجام شد.

## زندگی شخصی
پدربزرگ او، روبنس ویرا وینیتسکوفسکی، یکی از اعضای گروه اول جنگنده نیروی هوایی برزیل بود که در جنگ جهانی دوم به عنوان گروهبان سوم به ایتالیا اعزام شد و بخشی از تیم پشتیبانی زمینی بود.
بین سال‌های ۲۰۰۵ تا ۲۰۱۰، او با بازیگر و مدل کاسیو ریس ازدواج کرد. در ۱۹ دسامبر ۲۰۰۷، اولین فرزند خود را به دنیا آورد.
در ۸ دسامبر ۲۰۱۰ با بازیگر جاناتاس فارو ازدواج کرد. این زوج در مارس ۲۰۱۱ طلاق گرفتند اما صاحب یک پسر به نام گای شدند که در ۲۸ آوریل ۲۰۱۱ به دنیا آمد

## فیلم‌شناسی

### تلویزیون
| سال  | عنوان                  | نقش                                              |
| ---- | ---------------------- | ------------------------------------------------ |
| ۱۹۹۳ | جذابیت جنسی            | ایوا                                             |
| ۱۹۹۳ | اوله اوله              | دومینیک                                          |
| ۱۹۹۵ | کارا و کوروا           | دیانا                                            |
| ۱۹۹۵ | قربانی بعدی            | آنا                                              |
| ۱۹۹۵ | مالاتاسیون             | ملیسیس براون                                     |
| ۱۹۹۵ | شما تصمیم بگیرید       | (پ.م. "او گستو دا وینگانسا")                     |
| ۱۹۹۶ | پونتو پونتو            | خودش                                             |
| ۱۹۹۷ | یک عدالتی              | مارلن                                            |
| ۱۹۹۸ | کورپو دورادو           | آلیشینا                                          |
| ۱۹۹۸ | تورما دو دیدی          | خودش (تلفزیونی خاص عید میلاد)                    |
| ۱۹۹۸ | سی دی بایکس            | دادا (پیپ "چه کسی اودالیسک نمی‌خورد")             |
| ۱۹۹۹ | چیکوینگا گونزاگا       | سوزه فنتین (مرد جوان) / هلینا                    |
| ۱۹۹۹ | زورا کل                | ماریا پیا                                        |
| ۱۹۹۹ | فلورا اینکانتادا       | خودش                                             |
| ۱۹۹۹ | سی دی بایکس            | پاتی بول بول (پرداخت "یک دههٔ بوبو")              |
| ۲۰۰۰ | اوگا-اوگا              | تاتی                                             |
| ۲۰۰۱ | سی دی بایکس            | گابی (محمود لوورو چامادو دیژو)                   |
| ۲۰۰۱ | اوس نورمائی            | لوانا (پ. "معمولی شدن")                          |
| ۲۰۰۱ | او کلون                | شیرلی                                            |
| ۲۰۰۲ | "کوینتو دوس جهنم"      | مانولا                                           |
| ۲۰۰۲ | سیتیو دو پیکاپو امارلو | دکتر جاکلین / کوکا (پیپ "خطر در پادشاهی آب پاک") |
| ۲۰۰۲ | پادران شب              | خانم بیترز                                       |
| ۲۰۰۳ | کوبکان                 | ماریسول / فریدا                                  |
| ۲۰۰۴ | تحت جهت جدید           | فرانسیس (پیپ "زن دوستم از من بدش میاد")          |
| ۲۰۰۵ | یک دیاریست             | مافالد (پیپ "عروسی بهترین فیگوئرینا")            |
| ۲۰۰۵ | کَسِتا و پَلانِتا، اورجنت! | خودش                                             |
| ۲۰۰۶ | صفحه‌های زندگی          | ساندرا ریبیرو                                    |
| ۲۰۰۷ | "منح نادا مول"         | پرسیلا                                           |
| ۲۰۰۸ | جنگ و صلح              | باربارا پالرمو / پالوما پاز                      |
| ۲۰۰۹ | بی‌خبر                  | مارلینها براگا دی واسکونسلوس                     |
| ۲۰۰۹ | سوپربونتا              | ارائه دهنده                                      |
| ۲۰۰۹ | پنچنتین                | بکی سانتورو                                      |
| ۲۰۱۰ | "ویدا الهیا"           | منویلا                                           |
| ۲۰۱۰ | کریانسا اسپرانسا       | باربی                                            |
| ۲۰۱۲ | مالاتاسیون             | مارسلا پورتو                                     |
| ۲۰۱۳ | "امور آ ویدا"          | آماریلی                                          |

### سینما
| سال  | عنوان                                | نقش            |
| ---- | ------------------------------------ | -------------- |
| ۱۹۹۹ | زندگی ما را از هم جدا می‌کند          | گل سرخ         |
| ۱۹۹۹ | تمسخر تلویزیون                       | لانا لاو       |
| ۱۹۹۹ | دست و پا چلفتی و نور آبی             | کورینا         |
| ۲۰۰۵ | ام لوبیسوم و آمازونیا                | ناتاشا         |
| ۲۰۰۶ | اگر تو بودی                          | سیبل           |
| ۲۰۰۸ | سکس با عشق؟                          | الین           |
| ۲۰۰۹ | نرمال‌ها ۲ – دیوانه‌ترین شب تا کنون    | کلارا          |
| ۲۰۱۰ | نماد یک جنایت                        | لوئیزا آبرانتس |
| ۲۰۱۲ | تا زمانی که شانس ما را از هم جدا کند | جین            |
| ۲۰۱۳ | من از روز ولنتاین متنفرم             | مارینا         |